# 403. Sicherungs-Division
La 403. Sicherungs-Division fu una divisione di sicurezza dell'esercito tedesco attiva durante la seconda guerra mondiale che venne creata nel marzo 1941 e fu schierata sul fronte orientale, dove fu sciolta nel 1943.

## Storia
La divisione fu costituita il 15 marzo 1941 a Neusalz, era formata dallo stato maggiore della Division z.b.V. 403 e da un terzo della 213. Infanterie-Division. Nell'autunno del 1941, la divisione era schierata nelle retrovie durante la battaglia di Smolensk e la battaglia di Mosca ed in questo periodo fu colpevole di diversi soprusi contro la popolazione civile e bruciò numerosi villaggi. Nell'estate 1942 fu impiegata in operazioni per perseguitare gli ebrei nell'Ucraina orientale. Durante alcuni mesi del 1943, alcune unità della divisione furono schierate con il XXXX. Armeekorps ed il XXIV. Armeekorps. La divisione fu sciolta il 31 maggio 1943 e dopo essere arrivato a Bergen, il 12 giugno 1943, lo stato maggiore formò il quartier generale della 265. Infanterie-Division.

## Ordine di battaglia
403. Sicherungs-Division gennaio 1942
- verstärktes Infanterie-Regiment 406
- Wach-Bataillon 705
- III./Artillerie-Regiment 213
- Landesschützen-Regimentsstab 177
- Divisions-Nachrichten-Abteilung 826
- Divisionseinheiten 466

403. Sicherungs-Division gennaio 1943
- Sicherungs-Regiment 177
- Sicherungs-Regiment 610
- Ost-Reiter-Abteilung 403
- II./Polizei-Regiment 8
- Nachschubeinheiten 493

## Decorazioni
Un soldato della 403. Sicherungs-Division fu premiato con la croce tedesca in oro per le sue azioni in guerra.

## Comandanti
- Generalleutnant Wolfgang von Ditfurth (15 marzo 1941 - 15 marzo 1942)
- Generalleutnant Wilhelm Rußwurm (15 marzo 1942 - 31 maggio 1943)[1]